# جواهر صدیقوف
جواهر صدیقوف (زادهٔ ۸ دسامبر ۱۹۹۶) بازیکن فوتبال اهل ازبکستان در پست هافبک و عضو تیم ملی فوتبال ازبکستان است.